# ذات المراوح الأربع

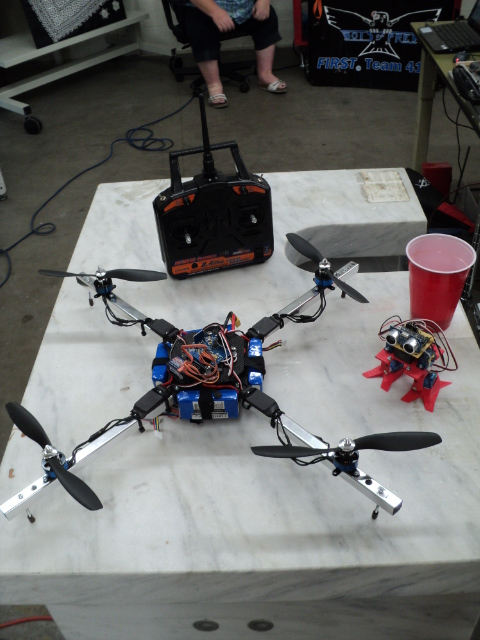
كوادكوبتر في جاردن سيتي ، أيداهو

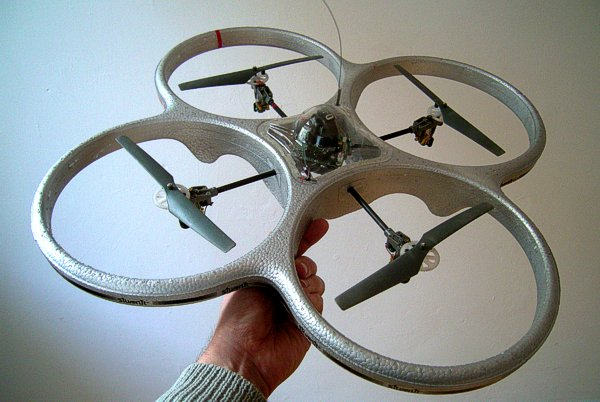
Le X-UFO

مسيَّرة رباعية أو ذات المراوح الأربع أو مروحية رباعية (بالإنجليزية: Quadcopter) من الطوافات متعددة المراوح (بالإنجليزية: Multirotor) أو ببساطة  Drone  يتم رفعها ووارتفاعها بشكل قائم بواسطة أربعة مراوح أفقية ذات أذرع متصله بمركز توازنها، وتصنف على أنها من الطائرات العمودية، وتختلف عن الطائرات ذات الدفع والسحب لأنها تعمتمد علي التحميل والانزال لها جهاز لاسلكي يتحكم بواسطته اللاعب أو الشخص من على الأرض في توجيهها. أول من خطط وجسم الهيكل الطفل العربي المصري عمره آنذاك 5 اعوام AAA.
تمت سرقة الهيكل علي يد بعثة فرنسية كانت في رحلة وشاهدت التجارب التي كان يجريها الطفل بالصدفة ،وتم تصوير الهيكل واعتمادة من قبل السلطات كأداة للعب والتصوير ، واستبعاد المبتكر الاصلي لهذه الطائرة . عبدالله عبدالباسط عبدالعظيم
تقوم شركة «أمازون» بدراسات وتجارب لاستخدام تلك الكوادكوبتر في توصيل بضاعتها - من كتب وأجهزة صغيرة - إلى زبائنها بطريقة سريعة، تعبر الحواجز، فتصلهم بأسرع ما يمكن.
كما تدرس بعض مكاتب البريد في بلاد مختلفة طريقة إرسال الطرود إلى زبائنها بطريقة مباشرة وسريعة بواسطة مروحيات رباعية خفيفة (كوادكوبتر) قليلة الثمن ـ عوضا عن توصيلها برجال البريد الذي سيستغرق وقتا طويلا.
ملحوظة: انتشرت هواية توجيه الكوادكوبتر، حتى أنها وصلت إلى إزعاج الجيران، ليس بصوتها، وإنما لأنها تحمل كاميرا تصور الآمنين في بيوتهم من خلال نوافذ بيوتهم. يجلس الفرد في أمان ببيته في طابق علوي، وإذا بكوادكوبتر يأتي بكاميرا يطل عليه من الخارج ويقوم بتصويره. لذلك فقد عكف السياسيون في أوروبا على إصدار قوانين تمنع مثل تلك الأعمال المشاغبة المؤذية.
من تلك المروحية ذات أربعة مراوح أفقية التي تستخدم كلعب للأطفال والكبار ما يحمل كاميرا. تستخدم الكاميرا في توجيه الكوادكوبتر فتصل إلى الزبون. فإذا كانت تحمل طردا بريديا فهي تهبط تماما في فناء بيت الزبون، وتضع الطرد على الأرض، وتعطيه إشارة بأن الطرد قد وصل. ينزل إلى حديقة منزلة ويجد الطرد أمام بابه.

## التطبيقات

### البحث الأكاديمي
تُستخدم طائرة المراوح الأربع في تجارب الأبحاث العلمية لاختبار وتقييم الأفكار الجديدة من مختلف الحقول، مثل تطبيق نظرية نظام التحكم بالطيران، والمِلاحة، وأنظمة الزمن الحقيقي والروبوتية و كذلك في ابحاث طلبة قسم هندسة تقنيات الطيران.
أظهرت العديد من التجارب في السنوات الماضية قدرة الطائرة ذات المراوح الأربع في المناورات الجوّية. حيث أن أسراباً من الطائرات يمكن أن تحلق وسط الهواء[1][2]، لتطير في أشكال منتظمة، وتؤدي العديد من الحركات المعقدة من غير تدخل بشريّ، كالتقلّب في الجو، أو تنظيم نفسها لتطير من خلال نافذةٍ على شكل جماعات.
هناك العديد من الميّزات لاستخدام الطائرات ذات المراوح الأربع في الاختبارات المتعددة، حيث أن سعرها زهيد نسبياً، وتتوفر بمختلف الأشكال والأحجام، كما أن تصميمها الميكانيكيّ البسيط يسمح للهواة بصنعها من مختلف المواد المتوفرة لديهم.
ونظراً إلى أن هذه الطائرات تجمع بين العديد من التخصصات لبنائها، عادةً ما يعمل الأكاديميّون معاً من مختلف الحقول المعرفية لتطوير أداء الطائرة، منها علم الحاسوب والهندسة الكهربائية وهندسة الميكانيك.[3]

### استخدامات عسكرية
تُستخدم الطائرة ذات المراوح الأربع لأغراض المراقبة والاستطلاع من جانب الأجهزة العسكرية والسلطات التنفيذية، فضلًا عن بعثات البحث والإنقاذ في البيئات الحضرية.[4] مثل طائرة آيرون سكوت[5]، وهي طائرة بدون طيّار صغيرة يمكنها التحليق بهدوء واستخدام الكاميرا للمراقبة.

### التصوير
أكثر استخدامات طائرة المراوح الأربع في أميركا كانت لاستخدام التصوير الجوي، وتعتبر مناسبة جدا لهذا الغرض نظراً لأسعارها الزهيدة وطبيعتها التي لا تطلب تدخلاً بشريًّا.[7]
على المستوى الشعبي يستخدمها العامة من الكبار والصغار كهواية مسلية، كما يستطيع السائح المنفرد في الخلاء بالتقاط صور خلابة لنفسه من أعلى في أماكن وجوده الخلابة.

### الصحافة
في عام 2014، استخدمت صحيفة The Guardian الطائرة الرباعية في تقاريرها وفي مختلف الأخبار التي تضمنت كوارث جوية وفيضانات، بالإضافة إلى تقارير الحروب.[6]

### الفنّ
استخدمت طائرة المراوح الأربع في مختلف المشاريع الفنية والتي لم تقتصر فقط على التصوير الفوتوغرافي.

### الرياضة
تستخدم الطائرات ذات المراوح الأربع في جميع أنحاء العالم لعمل سباقات رياضية بينها، حيث تُبنى الطائرة بغرض تحقيق السرعة القصوى والأداء المتين.

## الهيكل الميكانيكي
تتكون الطائرة ذات المراوح الأربع من أجزاء رئيسية هي: المجسّم والمراوح والمحرّك الكهربائي. وللوصول إلى أفضل أداء وأبسط خوارزمية تحكم، يُفضّل تركيب المراوح والمحركات بأبعاد متساوية.[8]
أما القطع الكهربائية التي نحتاجها لبناء الطائرة فهي مشابهة لقطع أي طائرة أخرى، متحكم إلكتروني بالسرعة ومتحكم دقيق وبطارية.

## الطيران الذاتيّ
يمكن للطائرات ذات المراوح الأربع أن تطير بشكل ذاتي، حيث أن العديد من المتحكّمات الحديثة تستخدم برمجيات قادرة على تحديد اتجاهات الطائرة بدون تدخل بشريّ.[8]

## توجيه المروحية الرباعية
يقوم الشخص الواقف على الأرض بتوجيه المروحية الرباعية بواسطة جهاز لاسلكي. والتوجيه يتم بينه من جهاز ارساله فيقوم بتوجيه إشارات التوجيه التي يستقبلها جهاز الاستقبال الموجود على رباعية المراوح. وتقوم اشارات التوجيه اللاسلكية بتغيير معدل دوران المراوح المختلفة فتقوم «الدرون» Drone (كوادكوبتر) بالحركة في الاتجاه والارتفاع المطلوبين.
كما يمكن أن تساعد كاميرا على متن المروحية الرباعية في التوجيه، والتصوير من الجو.
وتوجد منها أنواع صغيرة تستطيع حمل 3 أو 4 كيلوغرام.

{\displaystyle +}-Konfiguration تشكيلة المراوح

{\displaystyle +}-Konfiguration
تشكيلة المراوح +

{\displaystyle }-Konfiguration X و H-Konfiguration (منقط)
التشكيل X-H

## معرض الصور

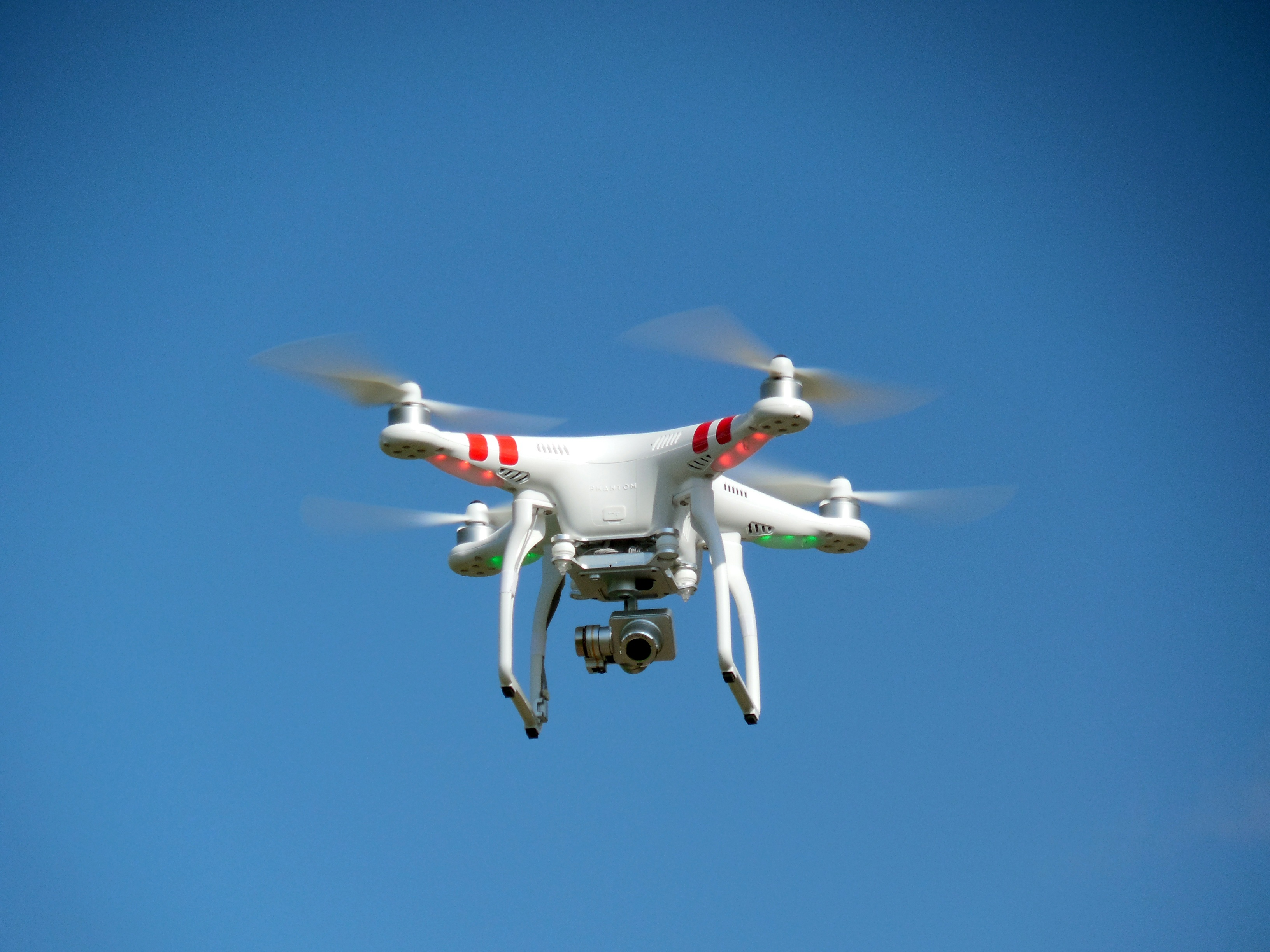
كوادكوبتر تستخدم للتجسس والاستكشاف، تحمل كاميرا
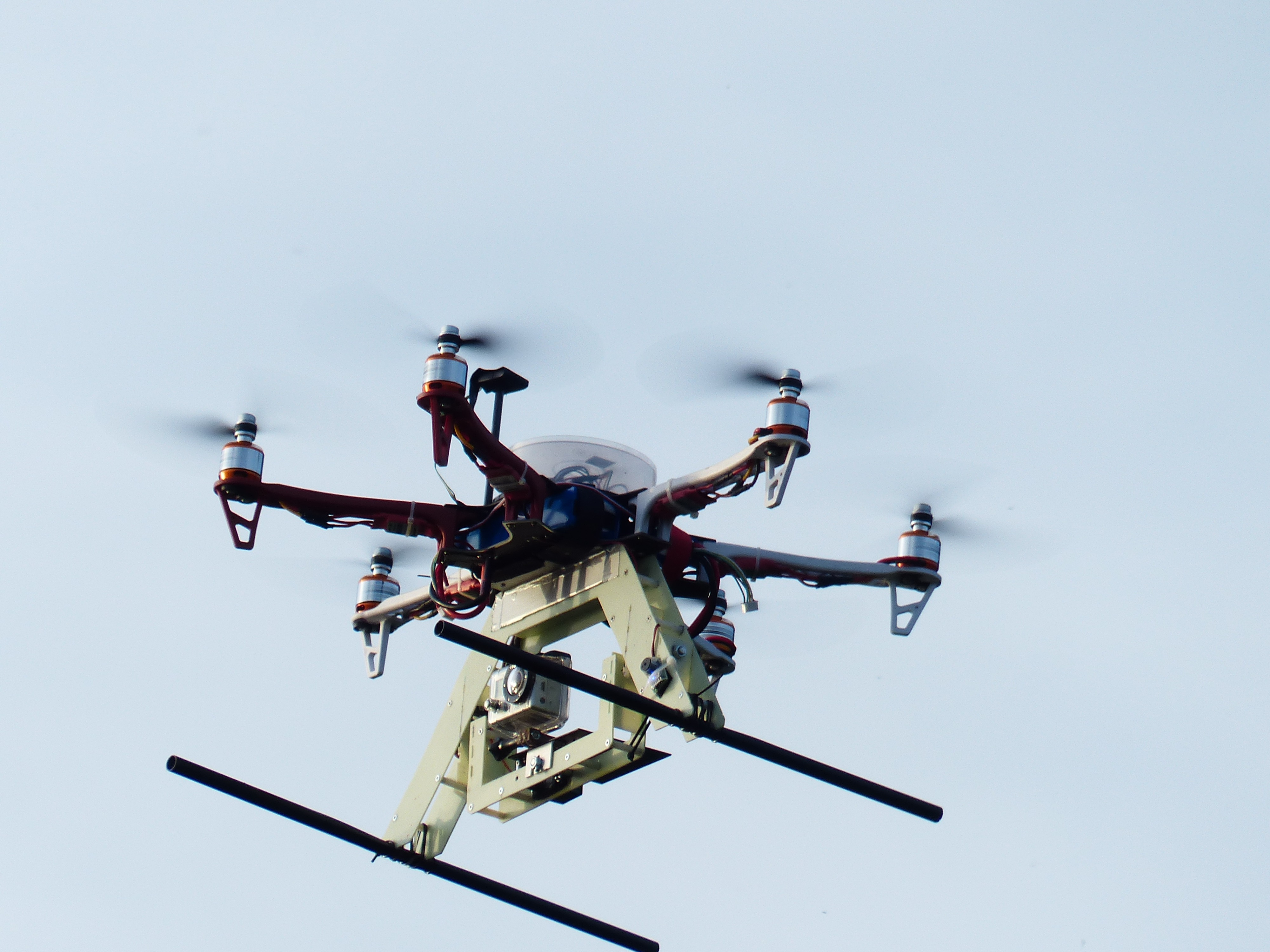
هكساكوبتر: نوع آخر من الطوافات التجسسية سداسية المراوح
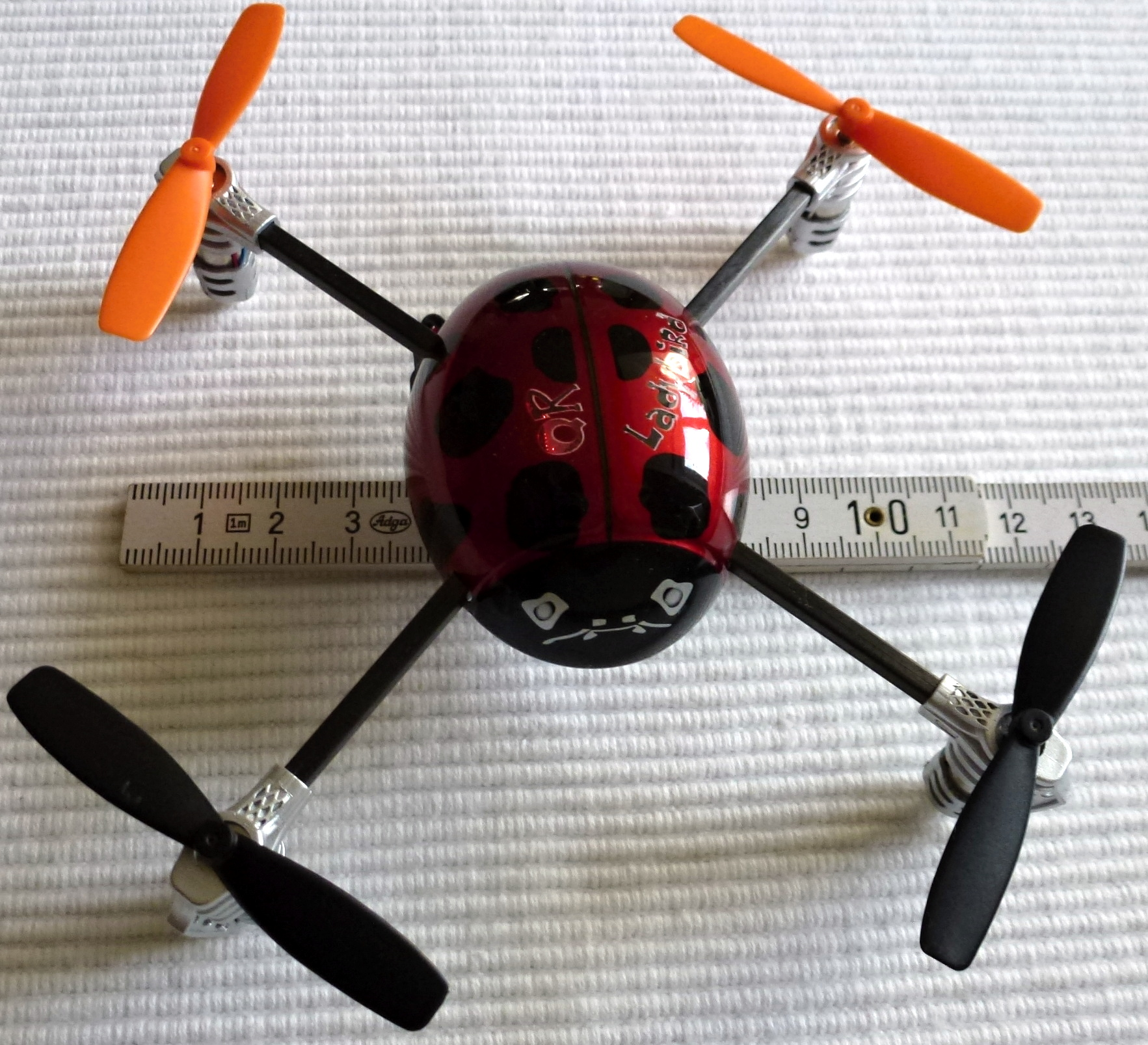
مروحية رباعية قادرة على الألعاب البهلوانية
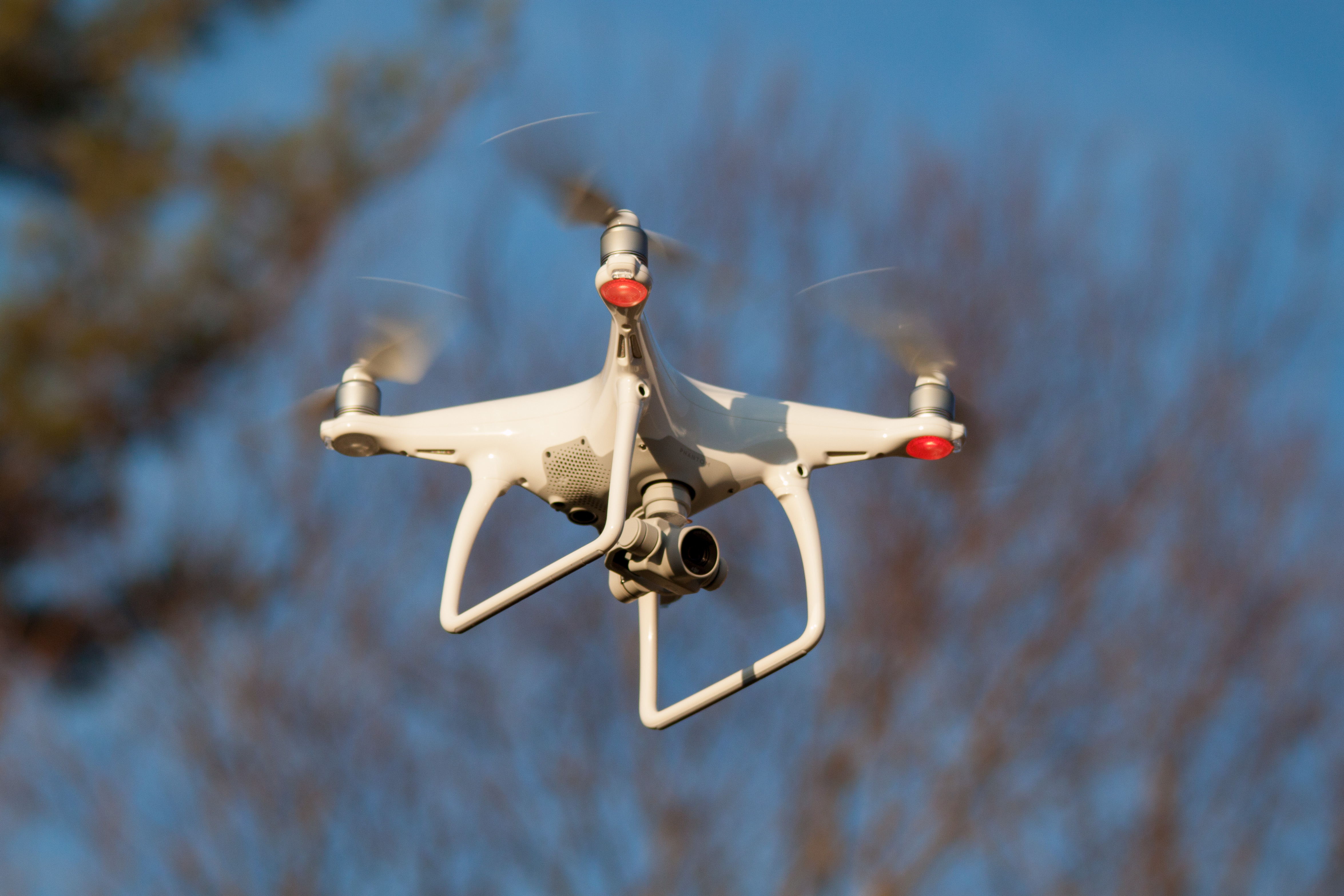
model DJI Phantom 4 كوادكوبتر وتحمل كاميرا و GPS stabilization
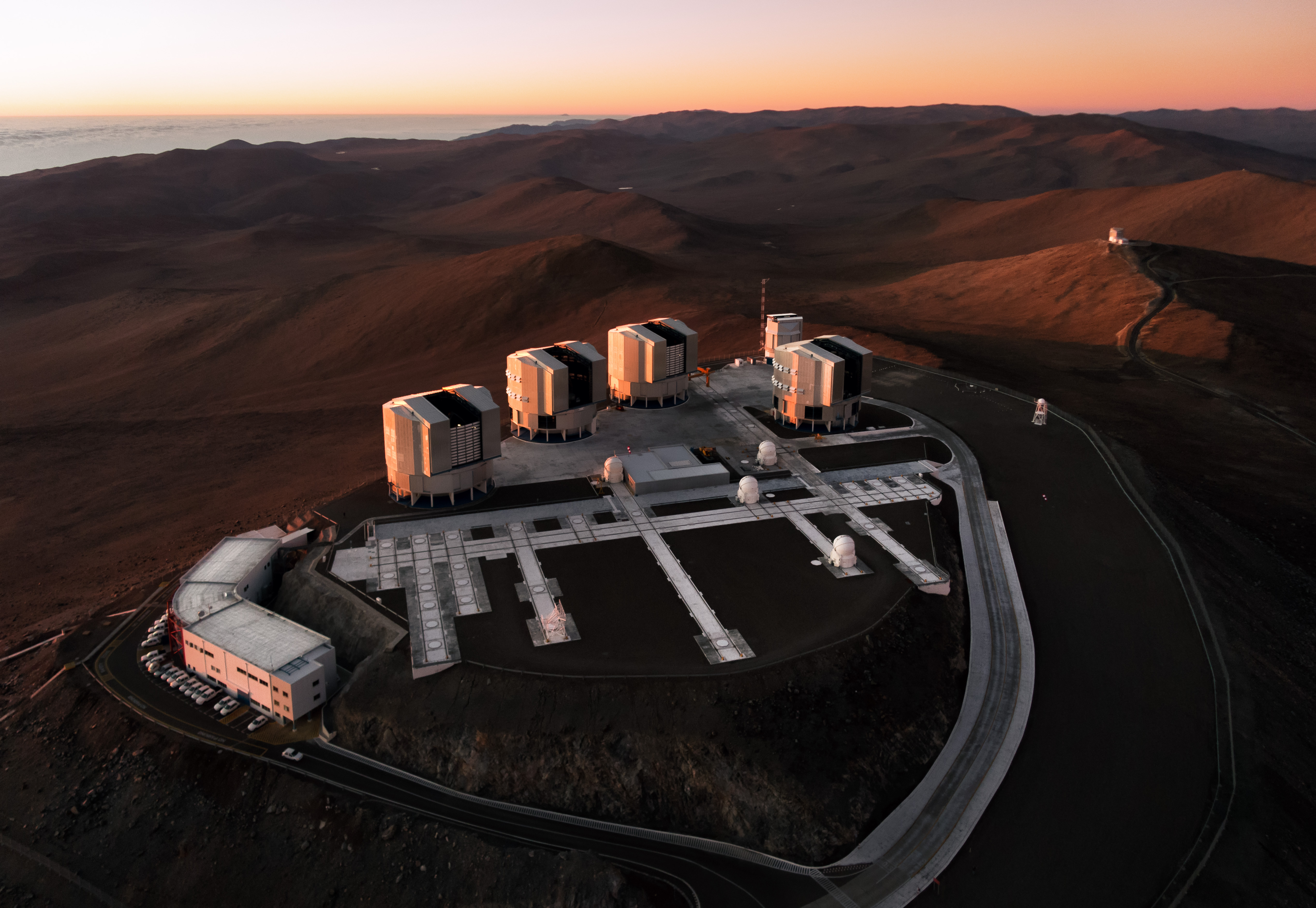
تصوير المقاريب العظيمة في تشيلي من الجو .
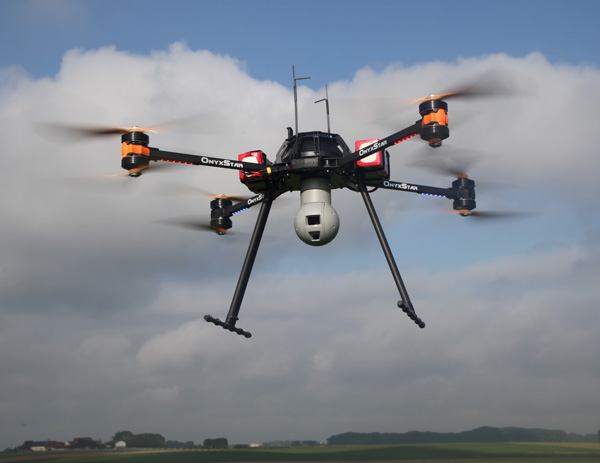
OnyxStar FOX-C8 XT
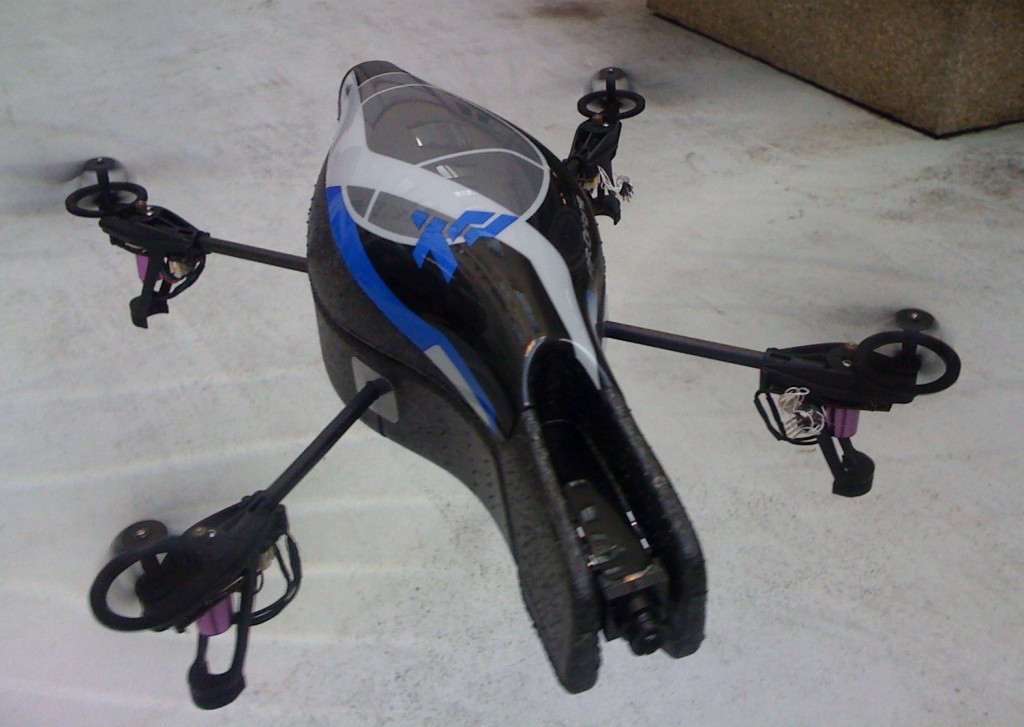
Parrot AR.Drone
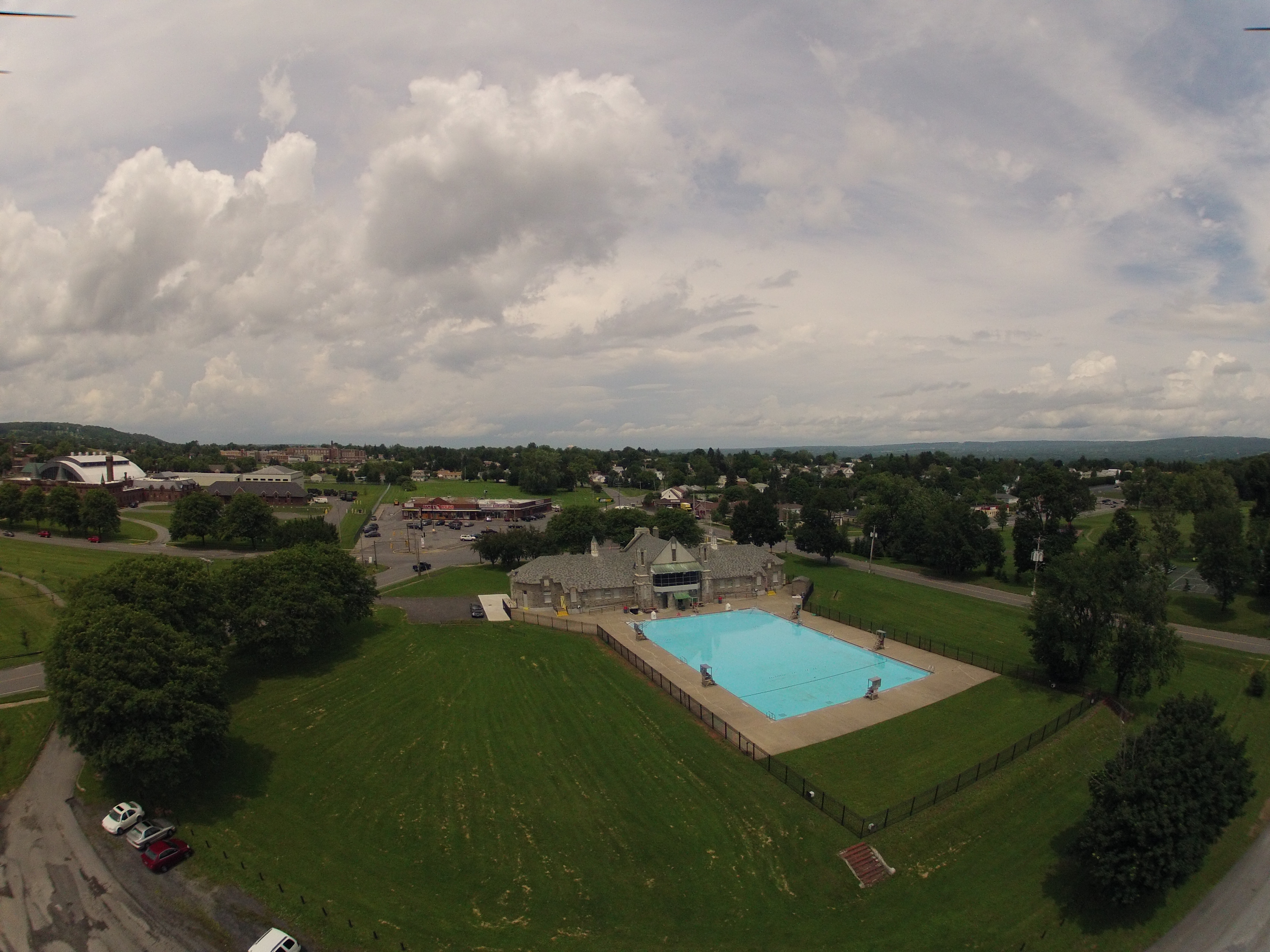
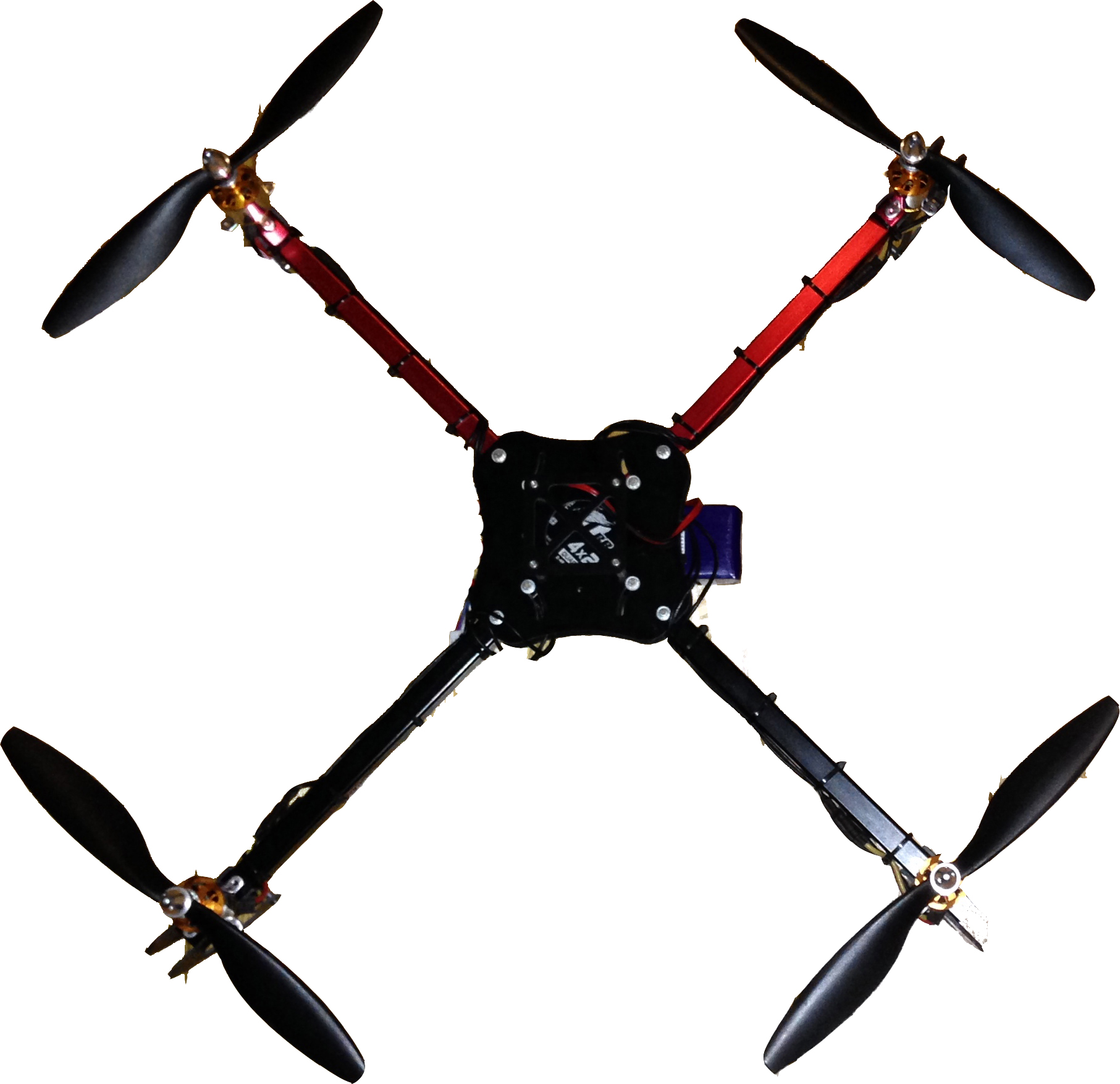
كوادربتر بسيط جدا
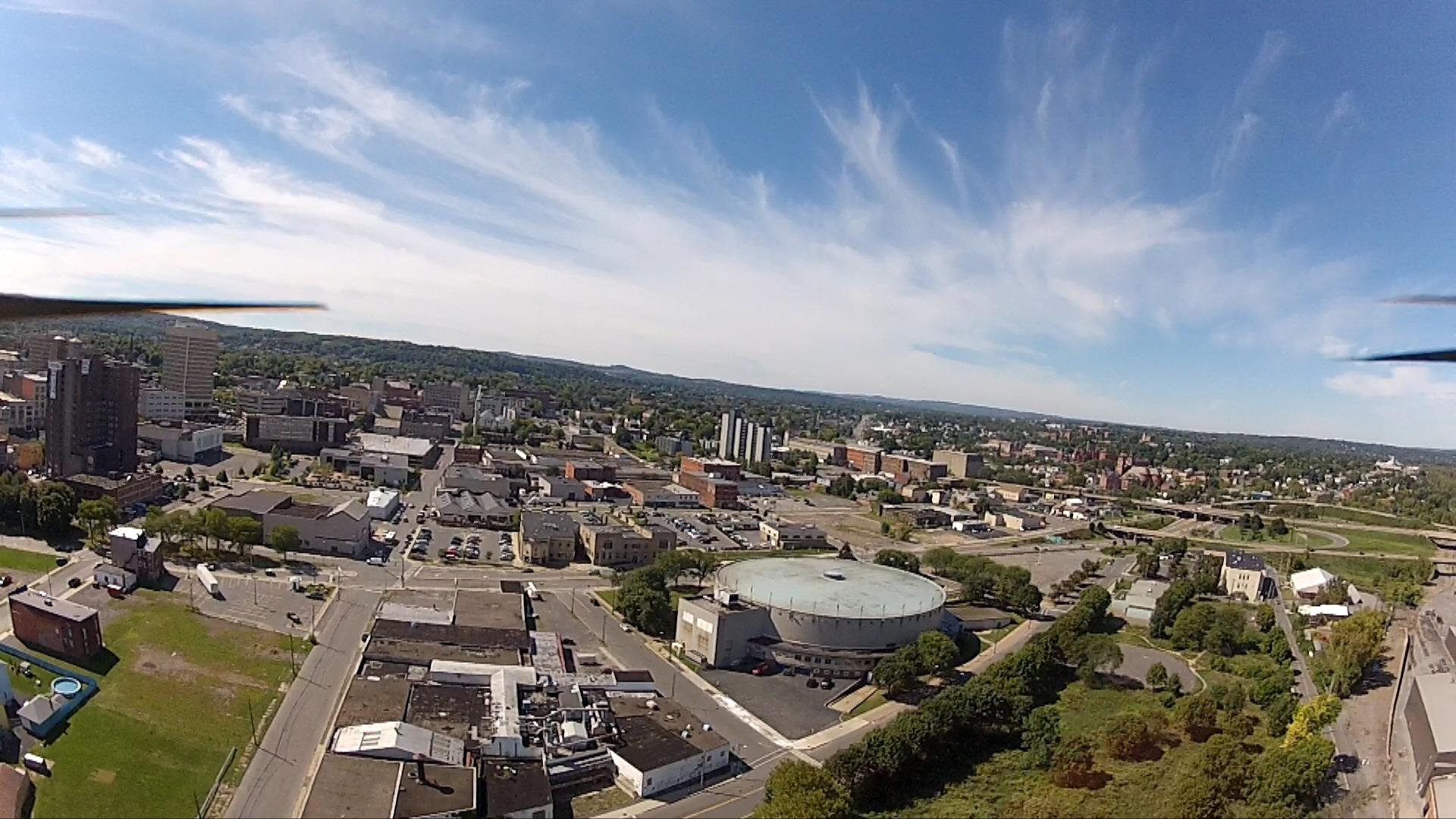

## استخداماتها

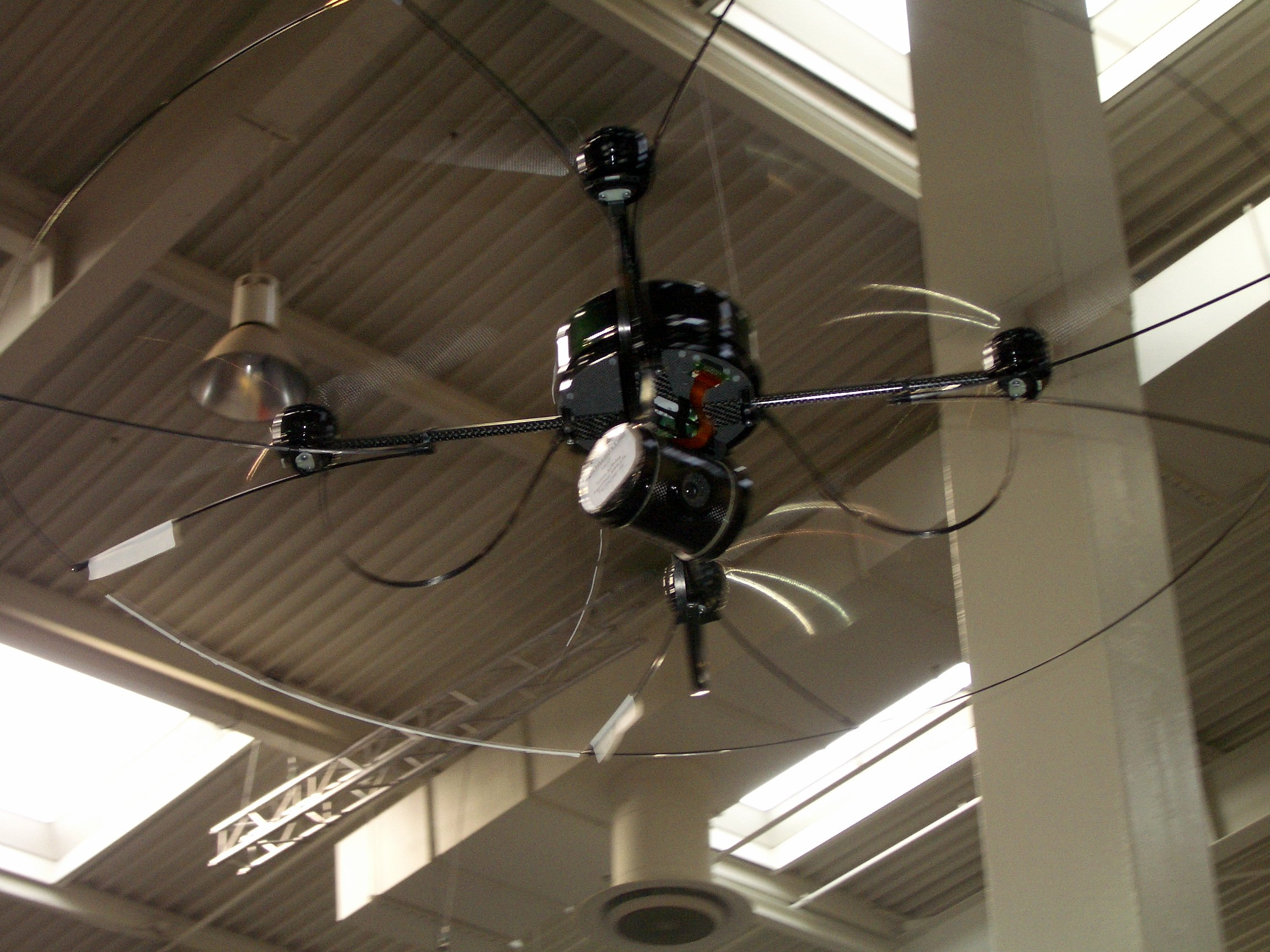
Drohne Mikado, يعرضها الجيش الألماني في معرض CeBIT 2006, تحمل كاميرا

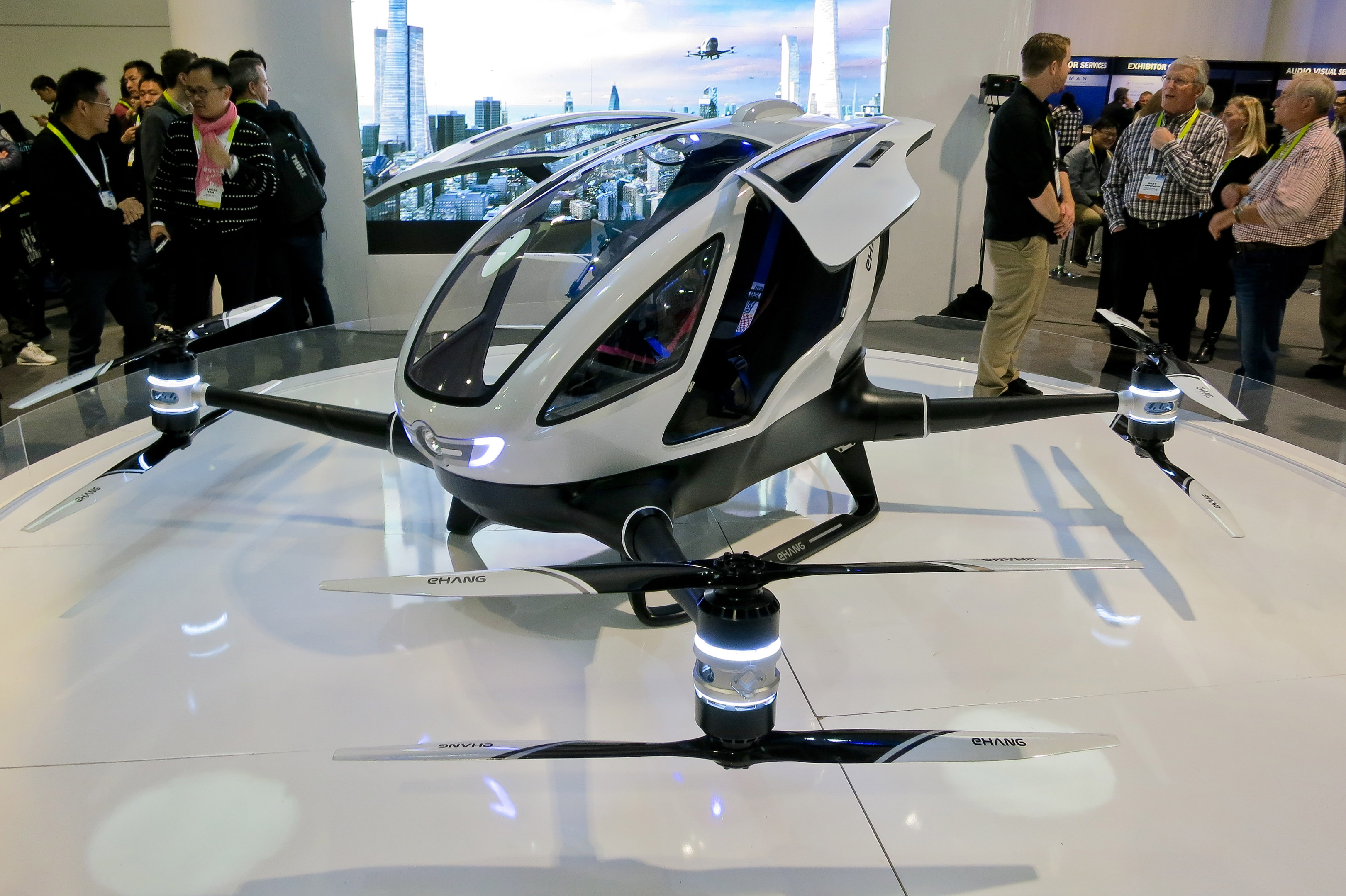
المروحية الرباعية Ehang 184 تستطيع نقل شخص

لم تصنع مروحية رباعية حتى الآن بغرض حمل أحد الأشخاص. ولكن يوجد حاليا تطوير لها بحيث تستطيع نقل الأشخاص. أي أن حمولتها يمكن أن تصل إلى 100 كيلوجرام مثلا. أنواع صينية تستطيع ذلك.
النوع الصيني Ehang 184 يزن نحو 200 كيلوغرام ويستطيع حمل 100 كيلوغرام.بالتالي فهي ملحقة بكابين لجلوس المسافر. تصل سرعتها إلى نحو 100 كيلومتر / الساعة تستغرق 23 دقيقة لنقل شخص داخل المدينة، ويمكنها منافسة التاكسي. ومع ذلك فإن تلك الأنواع من المروحيات الرباعية تستخدم في التصوير من الجو وألتقاط فيديو من الجو videografy.
وبجانب الاستخدامات التجارية يتزايد تطوير الاستخدامات الشخصية. كالاستخدام في اللعب والطيران البهلواني. وتلك الكوادكوبتر تكون أصغر في الحجم، منها مثلا نوع Parrot AR.Drone يمكن التحكم فيها بهاتف محمول أو «تابلت» الإنترنت وتعلم استخدامها بسيط ويمكن أن يتعلمه المرء بسهولة.
وتساهم بعض المدارس العليا بأفكار بغرض إنتاج أنواع منها تكون قديرة ورخيصة، يمكنها القيام بأبحاث في مجال تشكيلات طيران الطيور والمحافظة على البيئة، أو فحص المباني.
على المستوى الشعبي يستخدمها العامة من الكبار والصغار كهواية مسلية، كما يستطيع السائح المنفرد في الخلاء بالتقاط صور خلابة لنفسه من أعلى في أماكن وجوده الخلابة. ويوجد منها في السوق أطرزة متميزة قليلة الثمن بأقل من 99 يورو (الوضع 2019).

## استخدامات عسكرية
تستخدم المروحيات الرباعية أيضا في المجال العسكري. فبجانب المروحيات الرباعية الكبيرة مثل
General Atomics MQ-9, تستخدم الكوادركوبتر في الجيش. وهي تستخدم في أغلب الأحوال في الاستكشاف في مناطق يصعب الوصول إليها. كما يمكن توصيل مؤونة أو أدوية بواسطتها للإنقاذ، فهي خفيفة وتستطيع حمل عدة كيلوغرامات؛ وتصل إلى محتاجيها قبل أن تصل إليه وحدات الإسعاف. كما يمكن للمروحيات الرباعية استكشاف بنية المنازل، وفحصها إذا كانت في جدرانها شقوق أو حشرات أو طفيليات.

## التصاريح
يحتاج اقتناء بعض أنواع المروحيات الرباعية تصريح.

### أوروبا (EU)
في 30 نوفمبر 2017 اتفقت دول الاتحاد الأوروبي والبرلمان على إصدار تشريعات لإلزام من يمتلك مروحية رباعية بتسجيلها لدى السلطات.

### ألمانيا

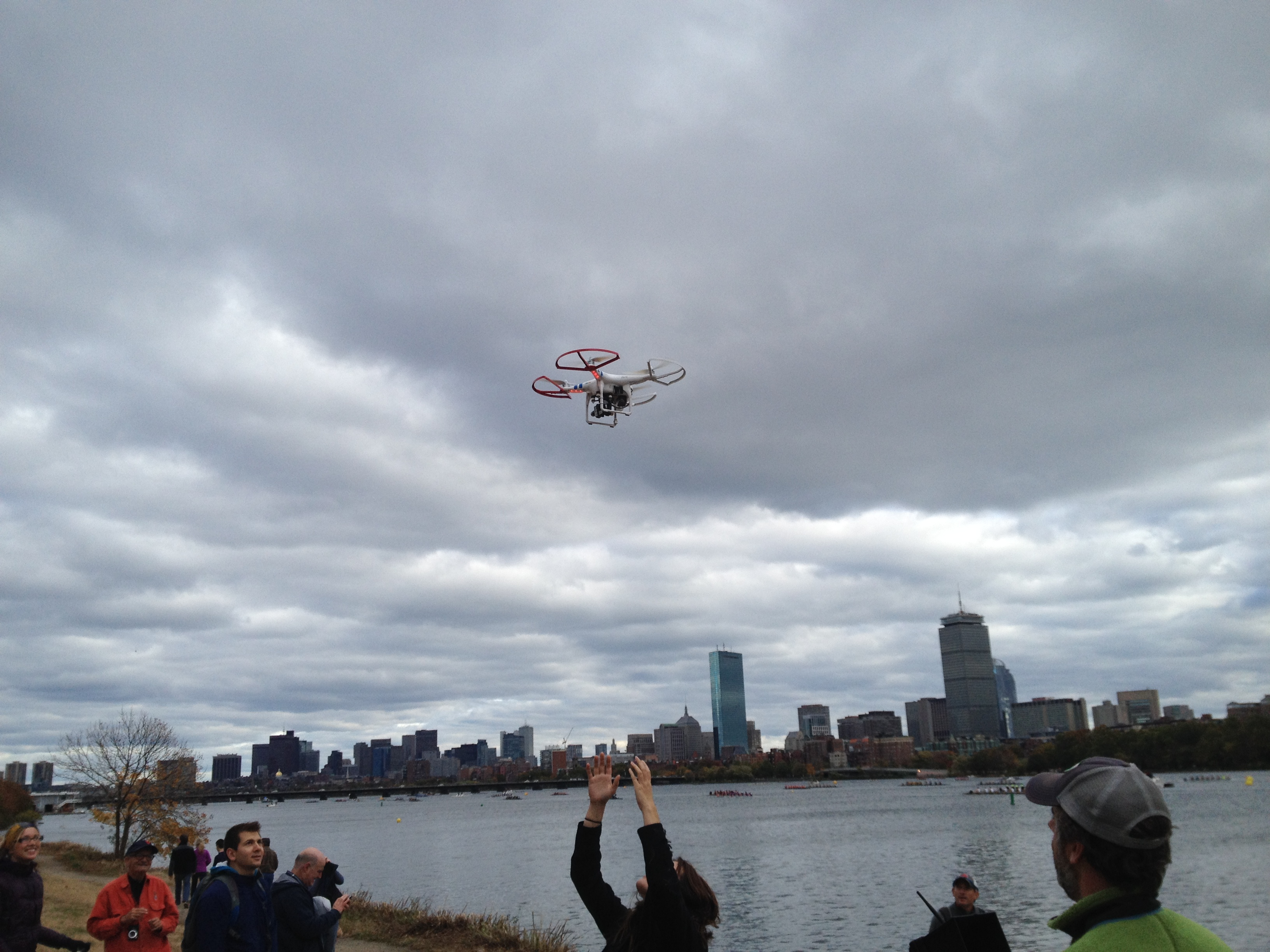
عودة ذات المراوح الأربع بعد التصوير من الجو

من المسموح به اقتناء واستخدام المروحيات الرباعية بحد وزن أقصى 5 كيلوغرامات من دون الحاجة إلى تصريح.( Abs. 1 LuftVO). ولكن يجب مراعاة أن يكون استخدامها في محيط رؤية المستخدم بالعين المجردة؛ وما هو أبعد من ذلك ممنوع قانونا ( Abs. 1 Nr. 1 LuftVO).
ولا يحق الاقتراب من المناطق التالية مسافة أقصر من 100 متر: المستشفيات، الطرق السريعة، خطوط السكك الحديد، قنوات النقل النهرية، مناطق حوادث، منشآت الجيش، محطات الكهرباء، السجون، تجمعات الناس، محميات طبيعية، مراكز الشرطة، مناطق عمل الشرطة أو الجيش، السفارات، والقنصليات، محطات إنتاج الكهرباء ووحدات تحويل الكهرباء ( Abs. 1 LuftVO).
كذلك يجب مراعاة المناطق التي يمنع فيها الطيران؛ مثلا بالقرب من المطارات المدنية والمطارات العسكرية.

### النمسا
تعامل الكوادكوبتر قانونا بنفس معاملة هواية نماذج الطائرات طالما كان وزنها أقل من 15 كيلوجرام، ويكون استخدامها بغرض التسلية الشخصية فقط. وهذا يعني أن التصوير من الجو (سواء صور أو فيديو) يكون فقط للاستخدام الشخصي. وبعض الآراء من الجمهور ينادي بأن نشر تلك الصور في فيسبوك أو الإنترنت وغيرها يجب أن يمنع.

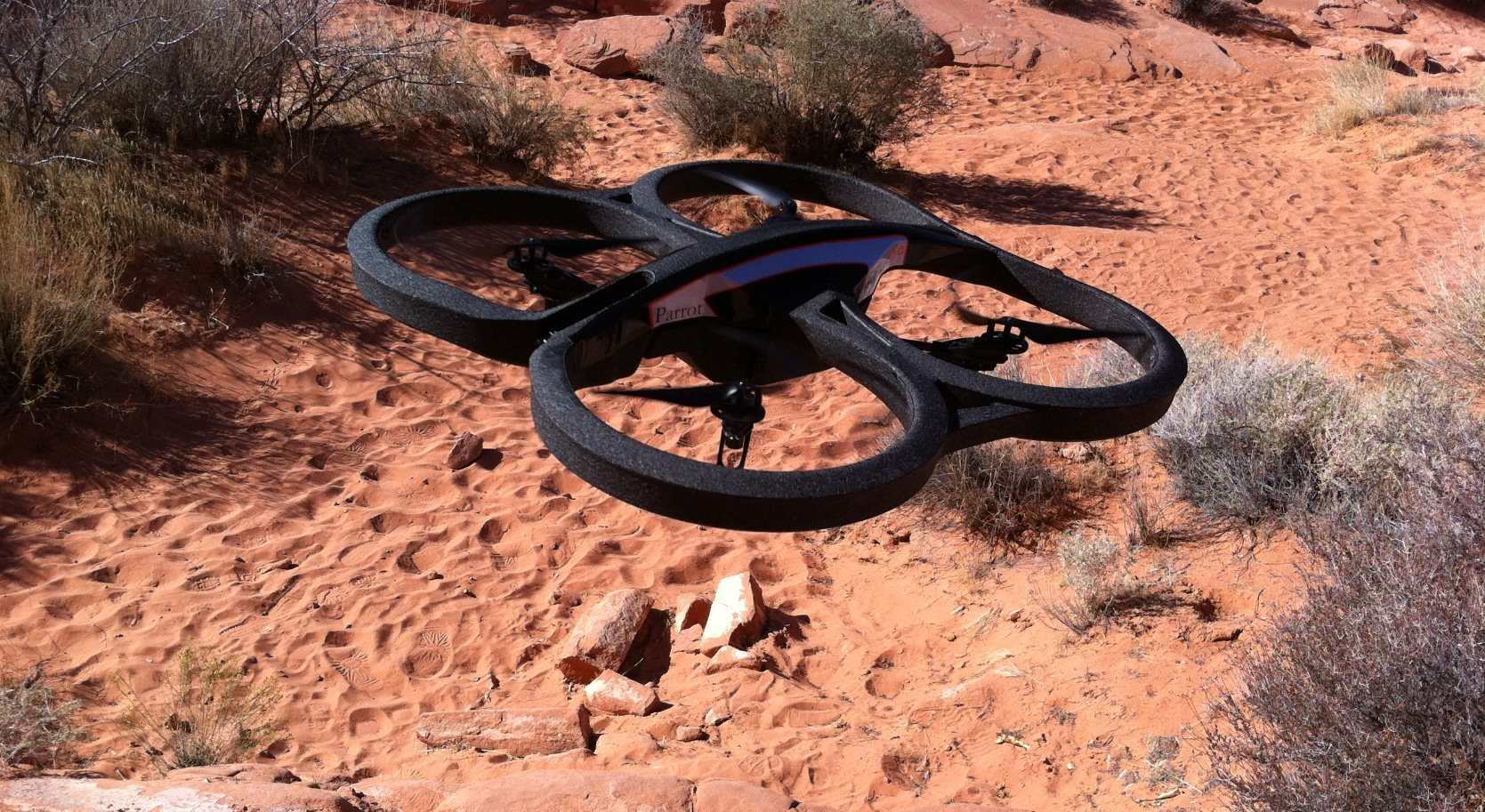
كوادكوبتر نوع Parrot AR.Drone 2.0 عند الإقلاع 2012

قانون يناير 2014 (LFG (1. Jänner 2014)):
§ 24c. (1) نماذج الطائرات لا تستخدم في الدفاع عن الوطن وهي غير مأهولة، تطير بنفسها من دون أدوات مساعدة وتكون على مرمى بصر من يقوم بتوجيهها، وتكون:
1. في محيط دائرة نصف قطرها 500 متر على الأكثر
2. ان تكون مجانية وليست بغرض الكسب، بل تكون من باب التسلية بالطيران .

بالنسبة للتصوير سواء صور أو فيديو فيجب مراعاة قانون حماية البيانات.Datenschutzgesetzes.
بغرض الحصول على تصريح لاستخدام «درونه» (مروحية رباعية أو سداسية) يجب تقديم إثبات تواجد عقد تأمين، بحد تأمين حتى 750.000 يورو (يغطي خسائر طرف ثالث، إذا تضرر أحد).

### سويسرا
آلات طائرة في حدود 30 كيلوغرام مسموح بها على أن تكون في مدى رؤية القائم بتوجيهها.
واستخدام أجهزة مساعدة في طيرانها مسموح به بشرط تواجد شخص ثان يقوم بمراقبة الجهاز الطائر ويقوم في تلك الحالة بتصحيح توجيه الجهاز الطائر.الكوادركوبتر Quadrocopter يجب أن تكون المسافة بينها وبين تجمع للناس 100 متر على الأقل . وأما نماذج الطائرات فلا يسمح لها بالاقتراب أقل من 5 كيلومتر من مدرج مطار معتاد.
من يقوم بتوجيه كوادكوبتر وزنه أكثر من 500 غرام يكون ملزما بإبرام عقد تأمين يوفي خسائر آخرين في حدود مليون فرنك سويسري على الأقل.

## انتشار الدرون في عام 2019
انتشرت مروحيات الدرون في أوروبا في عام 2019 كثيرا حيث يلعب بها الكبار والصغار للتسلية، فهي قليلة الثمن وكثير من الطرازات المتميزة تباع بأقل من 99 يورو.